# Luciano Fabro

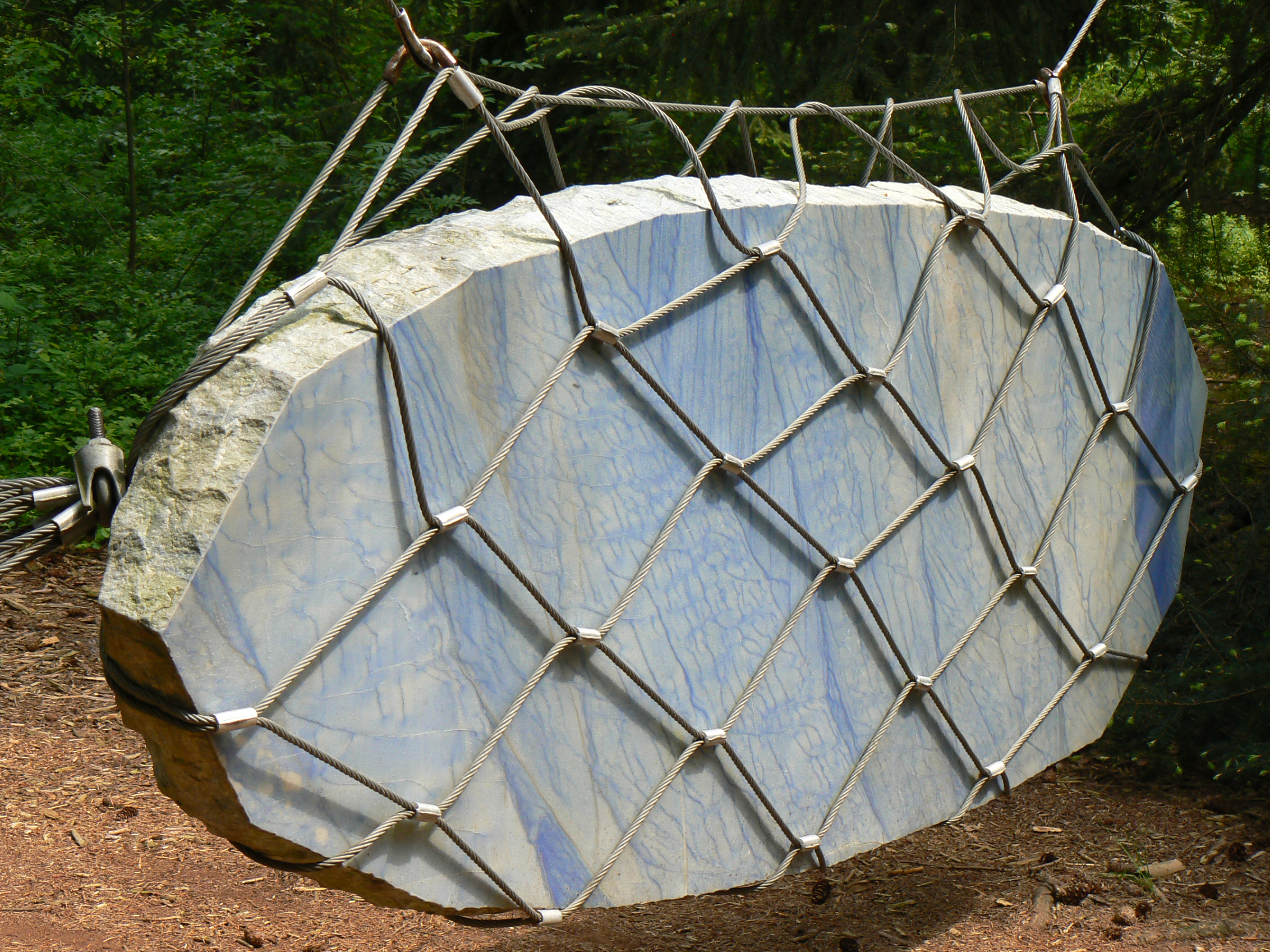
La doppia faccia del cielo (1986)

Luciano Fabro (Torino, 20 novembre 1936 – Milano, 22 giugno 2007) è stato uno scultore, scrittore e docente italiano.

## Biografia
Dopo l'infanzia vissuta in Friuli, terminati gli studi classici, si trasferì a Milano, dove poi ha sempre vissuto, nel 1959. Qui sin da subito strinse amicizia con gli artisti più interessanti che vi lavoravano: Lucio Fontana, Piero Manzoni, Dadamaino ed Enrico Castellani. La prima mostra personale è del 1965 alla Galleria Vismara; vi espone lavori realizzati con vetri, specchi e metallo tesi ad istituire relazioni aperte con i visitatori. 
Nel 1967 partecipa alla mostra Arte Povera Im Spazio curata da Germano Celant alla galleria La Bertesca di Genova. Parteciperà da quel momento in poi a tutte le mostre del gruppo dell'Arte Povera. Dal 1968 elabora le serie dei Piedi (1968-1972) e di Italia in cui gioca sugli accostamenti tra materiali e iconografie feticistiche o simboliche. In particolare, nella serie Italia espone silhouettes della penisola in posizioni inusuali. Dal 1978 ridà, con Hidetoshi Nagasawa e Iole De Sanna, vita alla Casa degli artisti a Milano che diventerà per quasi trent'anni luogo d'incontro e di discussione tra artisti di diverse generazioni. In seguito, negli anni ottanta si dedica a opere riguardanti lo spazio (opere, nell'insieme, che chiamerà Habitat), mentre il decennio successivo lo vede soprattutto impegnato in commissioni riguardanti opere pubbliche. Dal 1983 insegnò all'Accademia di Brera.
È morto a Milano nel 2007, mentre preparava una mostra al Museo d'arte contemporanea Donnaregina (MADRE) di Napoli, il cui allestimento è poi stato terminato dalla figlia Silvia che, assieme a Rudi Fuchs, ha inteso aderire nel modo più preciso possibile all'idea che l'artista aveva formulato per questa esposizione, restituendone fedelmente la struttura e le scelte.
La mostra, intitolata Didactica magna minima moralia, è stata inaugurata il 20 ottobre 2007.
Nel 2008, ad un anno dalla sua morte, la XV Quadriennale di Roma commemora Luciano Fabro e gli rende omaggio: la scultura Autunno, viene esposta per la prima volta in Italia aprendo la mostra nella Sala della Rotonda di Palazzo delle Esposizioni. Anche il catalogo della mostra si apre con un testo dell'artista.
Nel 2011 la rivista alfabeta2 dedica a Luciano Fabro il numero di giugno con fotografie dell'artista e delle sue opere tutte realizzate dal fotografo milanese Giovanni Ricci, una sua intervista con Francesca Pasini sulla sua opera Prometeo e la sua lezione accademica "Arte è ciò che trasforma"
Nel 2014  si inaugura una sua grande retrospettiva al museo Reina Sofia a Madrid.

## Le opere

### Sculture
La ricerca di Fabro si sviluppa nell'apertura a nuove suggestioni sensitive o mentali, per l'artista e per il pubblico, attraverso i rapporti poetici tra le qualità plastiche dei materiali e gli elementi figurativi psicologicamente coinvolgenti, nella varietà delle configurazioni e degli accostamenti.
Le sue prime opere, alcune delle quali esibite alla prima mostra del 1965 a Milano, sono Il buco, Linee spaziali, Tubo da mettere tra i fiori e Raccordo Anulare.
Tra le sue opere più conosciute ricordiamo alcuni cicli:
- le Italie, una serie di lavori che ritraggono lo "stivale" in diverse posizioni e vari materiali;
- le Tautologie, che avevano come obiettivo quello di stimolare i sensi dell'osservatore o a limitare l'esperienza visiva a semplice constatazione dell'immagine;
- i Piedi, ritratti utilizzando marmo, bronzo, vetro e seta lavorata in maniera artigianale;
- gli Habitat, legati all'elaborazione dell'idea di spazio;
- gli Attaccapanni, costituiti da tele dipinte con i colori del tramonto appese a corone di foglie in bronzo
- gli Arcobaleni[7]
- Autunno, esposta per la prima volta in Italia alla XV Quadriennale d'Arte di Roma

Nel 2013 la sua opera Impronta, datata tra il 1962 e il 1964, esposta in uno spazio espositivo di Lugano, viene accidentalmente fatta cadere a terra da un giornalista radiofonico, Salvatore Maria Fares. L'opera, in vetro, è irrimediabilmente distrutta.

### Libri
- Letture parallele (1973 - 75)
- Attaccapanni (1978)
- Regole d'arte (1980)
- Vademecum (1980 - 1996)
- Luciano Fabro, Arte torna Arte. Lezioni e Conferenze 1981 - 1997. Einaudi, (1999)
- Art body (2006)

## Luciano Fabro nei musei
- Collezione Centre George Pompidou, Parigi
- Museo Reina Sofia, Madrid
- Galleria Nazionale d'Arte moderna, Roma
- TATE gallery, Londra
- MOMA, NY
- SFMOMA, San Francisco
- Kunstmuseum, Winterthur
- Bonnefantenmuseum, Maastricht
- Fattoria di Celle-Collezione Gori, Pistoia
- Museo d'arte contemporanea Donnaregina MADRE di Napoli
- Collezione Terrae Motus, REGGIA di Caserta
- MAGI '900, Pieve di Cento (BO)

## Riconoscimenti
Nel 1993 l'Accademia dei Lincei gli ha conferito il Premio Feltrinelli per le Arti (Scultura).